# 異膜狹長蝽
異膜狹長蝽（学名：Dimorphopterus gibbus）为長蝽科狹長蝽屬下的一个种。